# سیاست خارجی محمود احمدی‌نژاد
سیاست خارجی محمود احمدی‌نژاد به سیاست‌هایی که محمود احمدی‌نژاد در زمان ریاست جمهوری‌اش اتخاذ کرده‌است اشاره دارد. این سیاست‌ها به صورت ویژه سیاست‌های خارجی با جهان غرب (به ویژه آمریکا) و جهان عرب (به ویژه فلسطین و لبنان) را شامل می‌شود.

## روابط با آمریکا
ایران در زمان ریاست جمهوری احمدی‌نژاد بیشترین مذاکرات با آمریکا را در مقایسه با ۳۰ سال پیش از آن و پس از انقلاب اسلامی ایران داشته‌است. به طوری که ایران و آمریکا هیچ گونه مذاکرات سیاسی مستقیمی بین سال‌های ۱۹۸۰ تا ۲۰۰۷ نداشته‌است.
در حالیکه آمریکا بر حق موجودیت اسرائیل در فلسطین تأکید داشت، احمدی‌نژاد بر انتقال اسرائیل به اروپا تأکید می‌کرد.
آمریکا به ایران این سیگنال را داد که نپذیرفتن حق موجودیت اسرائیل قابل مذاکره نیست و منجر به طرح احتمال حمله به تأسیسات اتمی ایران شد. رئیس‌جمهور بوش در پیامی روشن به ایران، به ایران راجع به تبعات این موضوع هشدار داد و از احتمال استفاده از گزینه‌های نظامی را مطرح کرد. همچنین بوش، ایران را بزرگترین تروریست جهان خواند. ایران از سال ۱۹۸۴ در فهرست حامیان بین‌المللی تروریست آمریکا قرار دارد. موضوعی که ایران و احمدی‌نژاد آن را رد کردند.
در سال ۱۳۸۵ احمدی‌نژاد نامه‌هایی به رئیس جمهور آمریکا نوشت و راه حل‌های جدیدی برای پایان منازعات هسته‌ای پیشنهاد داد. کاندولیزا رایس، وزیر خارجه آمریکا، و استیون هادلی، مشاور امنیت ملی آمریکا، هر دو این نامه را خواندند و به عنوان یک اقدام مذاکراتی آن را نادیده گرفتند. چند روز بعد احمدی‌نژاد در یک نشست در جاکارتا نامه‌اش را دعوتی به توحید و عدالت خواند، کاری که همهٔ پیامبران انجام دادند. در همان سال احمدی‌نژاد، جورج دبلیو بوش را به یک مناظرهٔ زندهٔ تلویزیونی دربارهٔ موضوعات بین‌المللی دعوت کرد که از سوی بوش رد شد. بار دیگر در همان سال احمدی‌نژاد او را در مجمع عمومی سازمان ملل متحد به یک مناظره دربارهٔ موضوع غنی سازی اورانیوم ایران دعوت کرد. سخنگوی کاخ سفید، تونی اسنو، خبر رد شدن این پیشنهاد را با عبارت «هیچ گونه مسابقه کشتی بین رئیس جمهور آمریکا و ایران نخواهد بود» اعلام کرد. در پاییز ۱۳۸۵ احمدی‌نژاد نامه‌ای سرگشاده به مردم آمریکا نوشت که دغدغه‌ها و نگرانی‌هایش را بیان می‌کرد. او نیاز به یک سری مذاکرات فوری با آمریکا را به جهت فعالیت‌های آمریکا در خاورمیانه مطرح کرد و گفت که آمریکا حقایق موجود در خاورمیانه را پنهان می‌کند.
در ۱۶ آبان ۱۳۸۷ احمدی‌نژاد پیروزی باراک اوباما را در انتخابات ریاست‌جمهوری ایالات متحده آمریکا (۲۰۰۸ میلادی) را تبریک گفت و از تغییرات پایه‌ای و منصفانه در سیاست‌های آمریکا استقبال کرد. این اولین تبریک ایران به رئیس‌جمهور آمریکا پس از گروگان‌گیری در سفارت ایالات متحده آمریکا در سال ۱۳۵۸ بود.

## روابط با مصر
پس از انقلاب ۲۰۱۱ مصر، روابط ایران و مصر نزدیکتر و گرمتر شد و کشتی‌های نظامی ایران برای اولین بار پس از انقلاب اسلامی از کانال سوئز عبور کرد. احمدی‌نژاد برای اولین بار پس از انقلاب اسلامی به عنوان یک رئیس‌جمهور ایران در بهمن سال ۱۳۹۱ از مصر بازدید کرد.

## روابط با عراق
احمدی‌نژاد اولین رئیس‌جمهور ایران بود که از عراق بازدید کرد. در ۱۲ اسفند ۱۳۸۶ احمدی‌نژاد در سفر دوروزه‌اش به عراق گفت «بازدید از عراق بدون حضور صدام حسین دیکتاتور چیز خوبی است.» او با این سفر روابط ایران با عراق را نزدیکتر کرد و انتقاد از آمریکا را تکرار کرد.

## روابط با چین
در تیرماه سال ۱۳۸۸ (ژوئیهٔ ۲۰۰۹) در پی کشتار مسلمانان اویغور در چین، شماری از چهره‌های سیاسی و مذهبی ایران، از جمله مراجع تقلید به انتقاد از چین پرداخته و انتقاد ضمنی خود را نسبت به سیاست‌های دولت ایران، در ارتباط با سیاست اتّخاذشده توسّط دولت در قبال این رویداد، اعلام کردند.
منتقدان می‌گویند دولت محمود احمدی‌نژاد در قبال حوادث چین سکوت معناداری اختیار کرده حال آن که در قبال قتل یک زن مصری در آلمان، بسیار اعتراض کرده‌است.
حسین‌علی منتظری با تأکید بر آن‌که کشتار اشخاص بی‌گناه، چه در فلسطین باشد یا در چچن، یمن، آلمان یا در ایران باید مورد محکومیّت واقع گردد، سکوت دولت‌های اسلامی در باب این کشتار را مورد مذمّت قرار داد و تأکید کرد: «نباید حرمت و حیثیّت و خون مسلمان‌ها را فدای روابط دیپلماسی خود نماییم».
یوسف صانعی نیز در همین ارتباط با «مستبد» خواندن حاکمان چین، تأکید کرد که آنان «به جای رفع معضلات مسلمانان»، به شکل‌های گوناگون اعتراضات آنان را خاموش می‌کنند. صانعی با اشاره به تلاش مقامات پکن برای انتساب این اعتراضات به «عوامل خارجی» - همان کاری که دولت کودتا در ایران می‌کند - آن را «مکر و حیله» نامید و افزود: «مستبدان غافل از آن‌اند که فریاد انسان‌های مظلوم و ستم‌دیده و آه و درد زجردیدگان و خون‌های به‌ناحق ریخته‌شدهٔ انسان‌ها گریبان آن‌ها را خواهد گرفت.»
ناصر مکارم شیرازی نیز در ۲۱ تیر در واکنش به این اقدام گفت: «مردم از مسئولان دولت جمهوری اسلامی انتظار دارند در این مورد سکوت نکنند و موضع قوی و مناسبی بگیرند و برادران و خواهران مسلمان خود را تنها نگذارند.»
حسین نوری همدانی هم در واکنش به کشته‌شدن بیش از ۱۵۰ تن از مسلمانان ایالت سین کیانگ چین، آن را جنایتی «وحشتناک‌تر» از کشته‌شدن یک زن مسلمان در آلمان توصیف کرد.
هم‌چنین هاشمی رفسنجانی در آغاز خطبهٔ دوم نماز جمعهٔ ۲۶ تیر ۱۳۸۸ تهران، با اشاره به کشتار و سرکوب اخیر مسلمانان سین کیانگ، دولت چین را «برادرانه نصیحت» کرد که با مسلمانان ساکن این کشور بهتر رفتار کند. هنگامی که گروهی از نمازگزاران شروع به شعار دادن علیه چین کردند، رفسنجانی از آن‌ها دعوت کرد به‌خاطر شرایط موجود خویشتن‌داری کنند.
معصومهٔ ابتکار در اعتراض به سکوت دولت ایران در قبال کشتار مسلمانان در چین، در ۱۶ تیر گفت: «خبرگزاری دولتی ایران در خبر خود هیچ اشاره‌ای به مسلمان‌بودن معترضان نمی‌کند و به رویش هم نمی‌آورد که یکی از اعتراضات در مسجد عیدکا در شهر کاشگار [کاشغر] صورت گرفته‌است.» سید حسین نقوی حسینی، عضو کمیسیون امنیّت ملّی و سیاست خارجی مجلس در ۲۴ تیر گفت: وزارت خارجه نباید استراتژی غلطی را که در مورد مسلمانان چچن اتّخاذ کرد در مورد کشتار مسلمانان چین تکرار می‌کرد. هم‌چنین مقالاتی به قلم عمادالدین باقی، صادق زیباکلام و محمد شریف در روزنامهٔ اعتماد ملی نوشته شده‌است. حسین سبحانی نایب رئیس کمیسیون امنیّت ملّی مجلس هشتم، مبهم‌بودن مسئلهٔ کشته‌شدن مسلمانان اویغور و دلایل آن را، علّت سکوت راست‌گرایان دانست.
یکی از نمایندگان حامی دولت در مجلس شورای اسلامی، به صراحت اعلام کرده است: «اگر ایران نسنجیده اعلام موضع کند ممکن است روابط ایران با چین دچار مشکل شود.»